# Panguitch
Panguitch je správní město okresu Garfield County ve státě Utah. K roku 2000 zde žilo 1 623 obyvatel. S celkovou rozlohou 3,5 km² byla hustota zalidnění 461 obyvatel na km².